# Кечачи оглы Мухаммед
Кечачи оглы Мухаммед (азерб. Keçəçi oğlu Məhəmməd; 1864, Шуша — 1940, Куба) — азербайджанский певец-ханенде, представитель шушинской вокальной школы мугама, ученик Харрата Кули.

## Биография

### Годы раннего творчества
Кечачи оглы Мухаммед родился в 1864 году в Шуше. Учиться пению он начал случайно. Будучи юношей, он работал в войлочной лавке. Однажды знаток музыки Харрат Кули заметил, как Мухаммед, обрабатывая войлок, пел себе под нос какую-то мелодию. Харрат Кули пригласил его в ученики и научил приёмам пения. В школе же ханенде Гаджи Гуси Кечачи оглы Мухаммед в совершенстве научился исполнению народных песен.
В конце XIX века Кечачи оглы Мухаммед выступал в театре Хандемирова в Шуше, где под руководством писателя-просветителя Абдуррагимбека Ахвердова шли спектакли и устраивались концерты восточной музыки. В начале XX века Кечачи оглы Мухаммед дал в Баку несколько успешных концертов. В 1902 году состоялось его первое выступление в Баку на «Восточном концерте» состоявшемся в театре Гаджи Зейналабдина Тагиева, вместе с Джаббаром Карягды оглы, Шекили Алескером и Сеидом Мирбабаевым. На этом концерте Кечачи оглы исполнил мугам «Шуштер». 23 января 1902 года по требованию бакинских зрителей был организован второй «Восточный концерт», на котором выступили те же исполнители, в том числе и Кечачи оглы Мухаммед. На этом концерте Мухаммед исполнял и мугам «Махур».

### Широкое признание

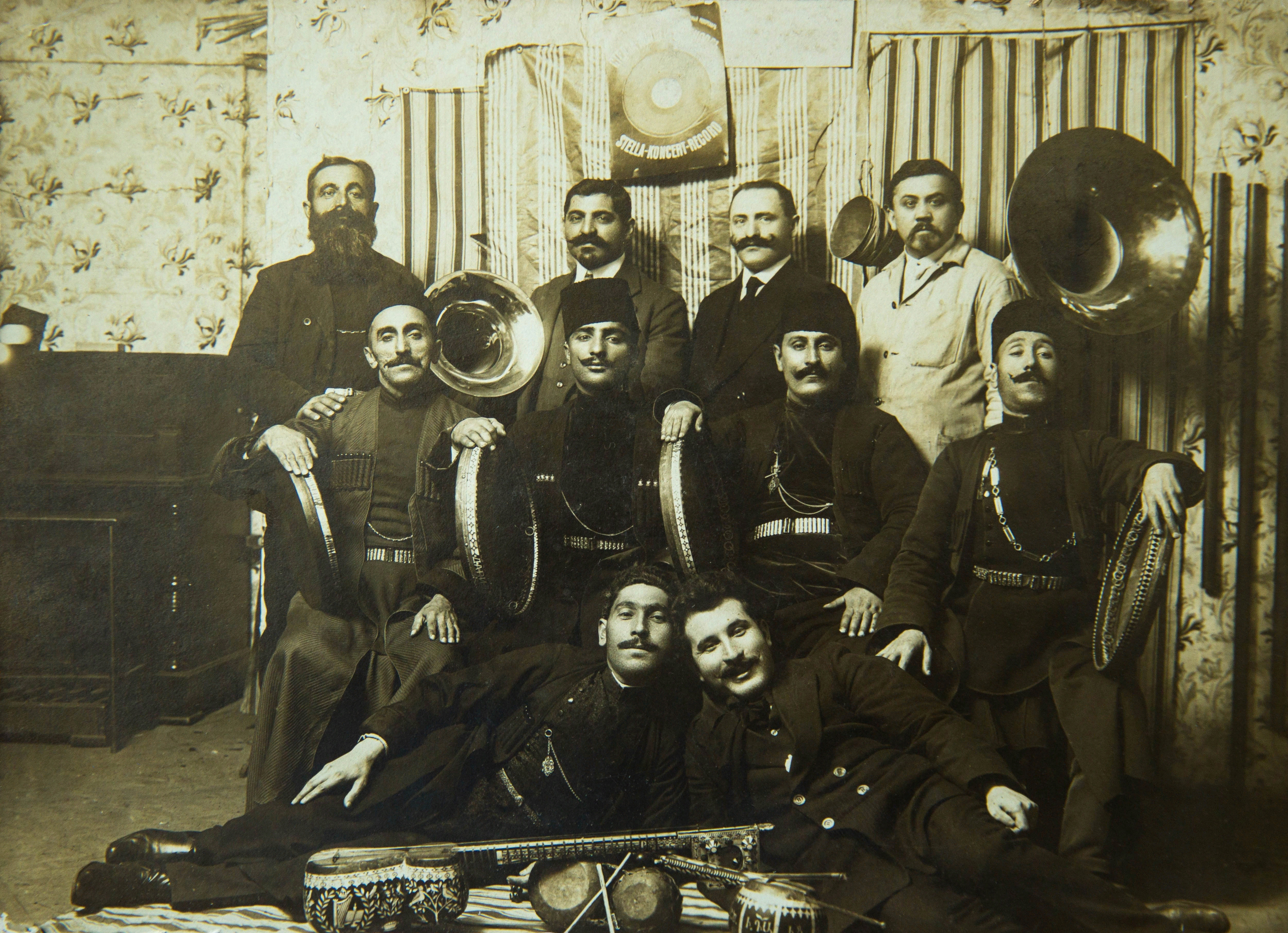
После записи концертов на студии фирмы «Спорт Рекорд» в Варшаве в 1912 году. Сидит крайний справа — Кечачи оглы Мухаммед

В начале 1904 года Кечачи оглы Мухаммед окончательно переселился в Баку, где выступает на свадебных торжествах и концертах в сопровождении таких таристов, как Бала оглы Грикор, Мешади Зейнал, Марди Джанибеков, Курбан Примов. Кечачи оглы Мухаммед в присущей ему одному манере исполнял классические мугамы «Нава», «Махур», «Мани» и, в особенности, «Баяты-Каджар». 20 января 1907 года Кечачи оглы Мухаммед выступил на торжественном вечере, организованном по инициативе Благотворительного общества мусульман в пользу неимущих мусульман.
В 1912 году Кечачи оглы Мухаммед по приглашению акционерного общества «Спорт-рекорд» выехал в Варшаву для записи своего исполнения на граммофонную пластинку. По пути в Варшаву он летом 1912 года остановился в Москве, где в театре Ермоловой вместе с Джаббаром Карягды, Мешади Мамедом Фарзалиевым и Давудом Сафияровым выступил на концерте восточной музыки. В сопровождении тариста Курбана Примова и кеманчиста Саши Оганезашвили Кечачи оглы Мухаммед исполнил мугамы «Эйраты», «Рахаб», «Кюрд шахназ», «Карабахская шикесте», «Дашти», «Чобан баяты», а также народные песни и теснифы «Гетди-гялмеди», «Гюля-гюля», «Хураман» и «Лейли». Эти исполнения также были записаны на грампластинку. Большую известность приобрел исполненный Кечачи оглы Мухаммедом тесниф «Ахшам олду» {«Вечер настал»).

### В Советском Азербайджане

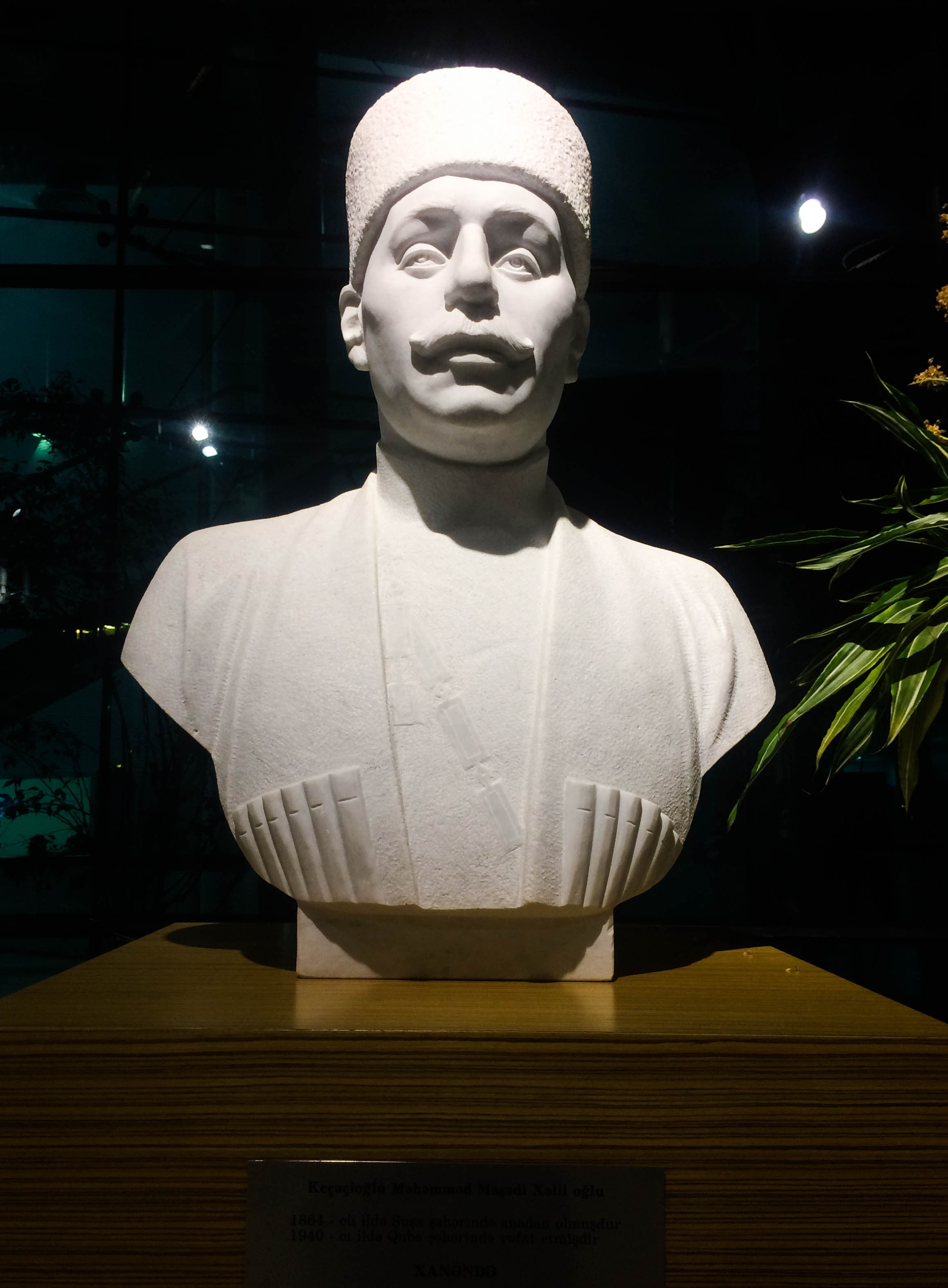
Бюст Кечачи оглы Мухаммеда в фойе Международного центра мугама в Баку

В 1921 году в агитпоезде «Красный Азербайджан», которым руководил Алигейдар Караев, Кечачи оглы Мухаммед совершил поездку в Кюрдамир, Уджар, Акстафу, Гянджу и другие города, где выступил на концертах для бедных слоев населения. В 1926 году композитор Узеир Гаджибеков пригласил певца в Азербайджанскую государственную консерваторию, где Мухаммед вместе с Джаббаром Карягды оглы и Сеидом Шушинским обучал новое поколение певцов-мугаматистов.
В последние годы жизни Кечачи оглы Мухаммед работал консультантом в Азербайджанской государственной филармонии, развивая талант молодых певцов. Кечачи оглы Мухаммед скончался в 1940 году в городе Кубе.